# Dietmar Muscheid

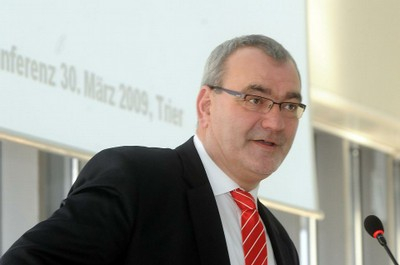
Dietmar Muscheid (2010)

Dietmar Muscheid (* 2. März 1957 in Neuwied) ist ein deutscher Gewerkschaftsfunktionär. Er war von 2001 bis 2021 Landesvorsitzender des Deutschen Gewerkschaftsbundes (DGB) Rheinland-Pfalz und Vorsitzender des DGB-Bezirks Rheinland-Pfalz / Saarland.

## Leben
Muscheid war von 1973 bis 1980 Auszubildender und später Beamter im mittleren Dienst beim Finanzamt Neuwied.
1974 wurde Muscheid Mitglied im Kreisjugendausschuss der Kreisverwaltung der Gewerkschaft Öffentliche Dienste, Transport und Verkehr (ÖTV) in Koblenz. Seit 1975 arbeitete er in der Bildungsarbeit der Gewerkschaft ÖTV mit. Zum Vorsitzenden des Kreisjugendausschusses und Mitglied im Bezirksjugendausschuss wurde Muscheid 1976 gewählt; im gleichen Jahr wurde er Mitglied im Kreisvorstand.
1980 trat Muscheid eine Stelle als Gewerkschaftssekretär in der ÖTV-Kreisverwaltung Worms an und wechselte in dieser Funktion 1984 zur ÖTV-Bezirksverwaltung Rheinland-Pfalz. 1988 erfolgte die Wahl zum stellvertretenden Bezirksvorsitzenden und 1993 die Wahl zum Bezirksvorsitzenden der ÖTV. In diesem Amt wurde Dietmar Muscheid 1996 und 2000 wiedergewählt.
Am 8. Dezember 2001 wurde Dietmar Muscheid zum DGB-Landesvorsitzenden Rheinland-Pfalz gewählt; am 16. Februar 2002 erfolgte zudem die Wahl zum Vorsitzenden des DGB Bezirks West (heute DGB-Bezirk Rheinland-Pfalz/Saarland). Seitdem übte Muscheid beide Ämter aus. Zuletzt wurde Dietmar Muscheid am 7. Dezember 2017 als DGB-Bezirksvorsitzender bestätigt. 2021 trat er nicht zur Wiederwahl an. Auf der 5. Bezirkskonferenz am 6. November 2021 wurde Susanne Wingertszahn als seine Nachfolgerin gewählt.

## Sonstiges
Dietmar Muscheid ist seit 1974 Mitglied der SPD. Er war Mitglied der 12., 13., 14 und 15. Bundesversammlung zur Wahl des Bundespräsidenten. Muscheid ist Mitglied im Verwaltungsrat des SWR, Vorsitzender des Verwaltungsrates der AOK Rheinland-Pfalz/Saarland und Verwaltungsratsvorsitzender des MD Rheinland-Pfalz. Er war fast 20 Jahre Vorstandsvorsitzender der DRV Rheinland-Pfalz. Kommunalpolitisch engagiert er sich seit mehr als 25 Jahren im Rat seiner Heimatgemeinde Lörzweiler. Seit 2020 ist er ehrenamtlicher Erster Beigeordneter der Ortsgemeinde Lörzweiler.
2024 wurde Muscheid das Bundesverdienstkreuz am Bande verliehen.